# Свет истины
«Свет истины» («Світло істини» (укр.), „Światło Prawdy”(pol.)) – локальний православний журнал (двотижневик), перший у Польщі міжвоєнного часу.

Виходив у місті Володимирі впродовж 1927-1928 рр. Вийшло 11 чисел. Редакція містилась у Володимирі по вулиці Цвинтарній, 38.

Друкувався спочатку у друкарні Вассера (Володимир, вулиця Сенкевича, 6), з 8 номера – у друкарні Сандельштейна (Ковель, вулиця Варшавська, 19).
Перше число вийшло 15 травня 1927 року. Журнал мав червону обкладинку та 18 сторінок. Коштував 25 грош. З шостого номера мав дещо менший формат та нову ілюстровану обкладинку.

Редактор – Євген Комаревич, діяч Російського народного об'єднання. 
Журнал публікував статті на релігійну та суспільну тематику. Виступав проти українізації православної церкви на Волині.На сторінках журналу були рубрики «Хроніка» та «Бібліографія».

Останній, одинадцятий, номер вийшов у лютому 1928 року.